# ترافيس وول
ترافيس وول (بالإنجليزية: Travis Wall)‏ (4 يناير 1990 في الولايات المتحدة - ) هو لاعب كرة قدم أمريكي في مركز الهجوم. لعب مع Minnesota United FC (2010–2016) ‏.

## وصلات خارجية
- ترافيس وول على موقع قاعدة بيانات كرة القدم.إي يو (الإنجليزية)